# مرسيدس (فلم)
هو فيلم مصري تم إنتاجه عام 1993م. الفيلم من إنتاج شركه مصر العالمية للأفلام والقصة والسيناريو والإخراج ليسري نصر الله. يناقش الفيلم عده قضايا منها التغيرات السياسية والإدمان وتجاره المخدرات والتطرف الديني والفساد.

## ملخص الفيلم
يدور الفيلم حول نوبي (زكي فطين عبد الوهاب) وهو رجل من عائله ثريه ولكنه ذو الميول اشتراكيه.عندما يتقرب نوبي من عائلته الثرية يدرك أن منهم من يتاجر في المخدرات وتجاره الأطفال والفاسدين. يكتشف نوبي انه هو نفسه نتيجه لعلاقه سريه بين امه ورده (يسرا) وديبلوماسي كيني. عندما يموت ابيه الغير شرعي يرث نوبي ثوره طائله قرر ان يهبها الي الحزب الاشتراكي ثم تفاجئه امه بان له أخ غير شقيق من علاقه اخري. يقرر نوبي البحث عن هذا الاخ جمال (مجدي كامل) الذي عثر عليه في دور سينما درجه ثالثه تعرض فيلم بئر الحرمان باستمرار عائشا حياه بوهيميه مع صديقه اشرف (باسم سمره) وهي علاقه حب يعيشونها في حريه وبساطه ما بين الإدمان والمثلية الجنسية وهوس تشجيع المنتخب الوطني في كاس العالم. في أثناء بحثه تعرف نوبي علي راقصه من القلعة تدعي عفيفه (يسرا) تشبه امه الي حد التطابق تخشي الرجال كثيرا لذلك ترقص دائما من وراء ستار يحجبها عن عيونهم. وقع في حبها ووجد عندها ما فقده من امه. وجد نوبي ان اخوه لا يبالي بالورث وانه يريد ان يستمر في حياته كما هي مع اشرف في حريه وصدق بلا أي تعقيدات.و لكن لم تتكمل فرحته فحين حاولت عمة نوبي رئيفه بان تقتل جمال بصدمه بسيارتها المرسيدس انقذه اشرف صديقه بدفعه بعيدا لتصدمه العربية بدلا من جمال. قرر نوبي ان يقتل عمته رئيفه قبل أن تقتل هي اخوه وفي هذه الأثناء افترق نوبي وعفيفه بعد قصه حب حقيقيه. عندما فتح نوبي شقه عمته وجد ان احدي اقاربه قد سبقته وقتلتها بوضع سم في الاكل وقتلت نفسها. عاد نوبي ليبحث عن عفيفه التي تبحث هي عنه بدورها. ذهب نوبي الي عرافه (عبله كامل) وهي صاحبه عفيفه ليساله اين هي وما ان كان سيقابلها ام لا، قالت انه سيقابلها وانه سيجد اخوه مره اخري وان فيه ناس كتير حتموت. وفعلا تحقق كلامها ففي أثناء تجول نوبي في وسط البلد وجد عفيفه ثم اخوه وهو يجري من رصاصات بوليس طائشه تطارد أحد أعضاء الجماعات الدينية المتطرفة ويحدث تفجيرات كثيره ويموت الكثير.

## أبطال العمل
- زكى فطين عبد الوهاب (نوبي)
- يسرا (ورده\عفيفه)
- تميم عبده
- تحية كاريوكا
- منى البطراوى
- عبلة كامل
- سيف عبد الرحمن
- مجدي كامل (جمال)
- باسم سمرة

## وصلات خارجية
- مقالات تستعمل روابط فنية بلا صلة مع ويكي بيانات